# Изаи, Эжен
Эже́н Изаи́ (фр. Eugène Ysaÿe; 16 июля 1858, Льеж — 12 мая 1931, Брюссель) — бельгийский скрипач, дирижёр и композитор.

## Биография
Получил первые уроки музыки у своего отца, скрипача и дирижёра. Затем учился в Льежской консерватории у Дезире Хейнберга, Леона и Родольфа Массаров. Окончив консерваторию в 1874 г., он ещё некоторое время занимался в Брюсселе под руководством Генрика Венявского и наконец в 1876—1879 гг. совершенствовал своё мастерство в Париже у Анри Вьётана.
В 1880—1882 гг. Изаи занимал пост концертмейстера в берлинском оркестре Беньямина Бильзе (сменив на этой должности своего соотечественника Сезара Томсона); в этот же период он совершил концертную поездку по Скандинавии вместе с Антоном Рубинштейном. В 1883—1886 гг. Изаи жил и работал в Париже, где у него установились личные и творческие связи с ведущими французскими композиторами — в частности, Сезар Франк в качестве подарка по случаю свадьбы Изаи с Луизой Бурдо (сентябрь 1886 г.) посвятил ему свою Сонату для скрипки и фортепиано. С 1886 г. обосновался в Брюсселе. Создатель симфонического общества «Концерты Изаи» (1895). В Брюсселе Изаи является одним из участников художественного сообщества «Клуб двадцати».
По поводу исполнения им скрипичной сонаты Франка Цезарь Кюи писал: «В своих программах Рубинштейн всегда служил исключительно искусству, не справляясь с установившимися, рутинными вкусами публики. Подобный же пример смелой и благородной независимости в выборе исполняемого нам показал недавно бывший у нас первоклассный скрипач Изаи».
Похоронен на кладбище Икселя в пригороде Брюсселя.
Изображён на бельгийской почтовой марке 1958 года.

## Сочинения
Творческое наследие Изаи включает свыше пятидесяти сочинений самых разнообразных жанров. Написал 8 скрипичных концертов, вариации на тему Паганини и другие. Большое количество произведений для скрипки, среди которых 6 сонат-соло (1923). Каждая из шести сонат посвящена одному из известных скрипачей — современников автора: Первая — венгру Йожефу Сигети, Вторая — французу Жаку Тибо, Третья — румыну Джордже Энеску, Четвёртая — австрийцу Фрицу Крейслеру, Пятая — бельгийцу Матьё Крикбому, Шестая — испанцу Мануэлю Кироге. 
Также им написана опера «Шахтёр Пьер» (1931) — «лирическая драма на валлонском диалекте».